# 中村幹男
中村 幹男（なかむら みきお、1954年12月15日 - ）は、テレビユー福島の社員で元アナウンサー。現在は同社編成業務局付部長。愛称は「みきやん」
静岡県島田市出身。静岡県立島田高等学校、法政大学法学部政治学科卒業（同時期に同学部には元読売巨人軍江川卓が在籍していた）。
1978年ラジオ福島に入社。その後静岡エフエム放送を経て、1989年11月テレビユー福島に移籍。
趣味は陸上競技情報蒐集など。私生活では、すでに二人の孫がいるおじいちゃんである。

## ラジオ福島
- 夜をぶっとばせリクエストで45分（福島県唯一のＨＲ番組の金字塔を確立）
- ミュージックストリート夜はこれから
- 谷村新司の青春キャンパス（ラジオ福島・初代キャンパスリーダー）
- 福島競馬実況中継

## 静岡エフエム放送
- FMサウンド・インテリア[1]
- FMライブ・ハウス[1]

## テレビユー福島
長年にわたり夕方のニュースを担当していたが、2002年にアナウンサー職を離れ、同社郡山支社報道部長に就任。2005年から2008年3月末までは同社の会津若松支社長を務めた。2008年4月から現職である。アナウンサー職を離れた後も、毎年11月に行われるふくしま駅伝の中継には1989年の入社以来携わりスタジオの進行役として参加していたり、本社に戻ってからはCMナレーションや、「郡山市週間トピックス」のナレーションなども担当している。

- ニュースの森ふくしま
- 郡山市週間トピックス(毎週土曜夕方、陰読み)
- 提供アナウンス(JNNフラッシュニュース・報道特集・Nスタ(日曜)放送時など、異動後も2014年現在に至るまで使用)
- グーテン 買い物ナビ(毎週金曜、中継担当)